# 乙丸站
乙丸站（日语：／ Otomaru eki */?）是位於石川縣金澤市額乙丸町，北陸鐵道的石川線車站。車站編號為I09。

## 車站構造
現時採用簡易車站模式運作，只在月台的中央建有一座候車站房。出入口設於向鶴來方向的月台末端，靠近馬路，只設有梯級進出月台。月台兩端各設有一座有蓋單車停泊場。

### 月台
設有1個側式月台。列車靠近時，往野町方向為右側上落，往鶴來方向為左側上落。
| 路線    | 上下行 | 方向     | 備註     |
| ------- | ------ | -------- | -------- |
| ■石川線 | 上行   | 野町方向 | 右側上落 |
| ■石川線 | 下行   | 鶴來方向 | 左側上落 |

## 歷史
- 1935年3月2日：粟田站啟用。
- 1963年4月以前：車站改名為乙丸站。

過往，在靠向鶴來站一方0.3公里處於1927年8月17日曾經開設三十苅停留所，但早已廢去。

## 使用狀況
| 1日上下車人次變化 | 1日上下車人次變化 |
| 年度              | 1日平均人次       |
| ----------------- | ----------------- |
| 2006年            | 524               |
| 2007年            |                   |
| 2008年            |                   |
| 2009年            |                   |
| 2010年            |                   |
| 2011年            | 428               |
| 2012年            | 424               |
| 2013年            | 415               |
| 2014年            | 388               |
| 2015年            | 406               |
| 2016年            | 428               |
| 2017年            | 435               |

## 相鄰車站
北陸鐵道
■石川線
額住宅前（I08）－乙丸（I09）－四十萬（I10）

## 外部連結
- 北陸鐵道乙丸站 （页面存档备份，存于）